# Santa Maria do Salto
Santa Maria do Salto is een gemeente in de Braziliaanse deelstaat Minas Gerais. De gemeente telt 5.989 inwoners (schatting 2009).